# レッド・バロン (2008年の映画)
『レッド・バロン』（原題: Der rote Baron）は、ドイツの「赤い男爵」と呼ばれたマンフレート・フォン・リヒトホーフェンの伝記映画。
1971年公開の映画『レッド・バロン』（原題：Von Richthofen and Brown）とは邦題、題材となった人物が共通なだけで、関係は無い。

## あらすじ
1916年、第一次世界大戦中のフランス北部。連合国軍の葬儀会場にドイツ軍飛行隊が出現する。ドイツ軍の若きエースパイロット、リヒトホーフェン男爵が自分と渡り合って命を落とした敵のパイロットに敬意を表し、「友にして敵」と記した追悼の花輪を贈るために飛んで来たのだった。
帰途に奇襲を仕掛けてきた連合国軍の撃墜王ラノー・ホーカー率いる飛行隊との戦闘を繰り広げたリヒトホーフェンは、自身の戦果を確認しに地上へ降り、そこで従軍看護師ケイトと出会う。ケイトと共に自分が撃墜した機体の操縦士であるカナダ人パイロットのロイ・ブラウン大尉を救助したリヒトホーフェンは、ケイトの美しさに一目惚れをする。しかし空戦をスポーツのように楽しむリヒトホーフェンは自分がブラウンを撃墜したのだと事もなげに語り、その姿に嫌悪感を抱いたケイトから反発されてしまう。
やがて戦死した同盟軍撃墜王オズワルド・ベルケの後継者となることを求められたリヒトホーフェンは、ホーカーを撃墜する事で自分の実力を証明、1917年1月、ドイツ軍最高の栄誉プール・ル・メリット勲章を授与される。上層部は全軍の士気高揚のために「英雄」の存在が必要と考え、リヒトホーフェンを空軍の中核となる第11戦闘機中隊の指揮官に任命。真っ赤に塗り上げた戦闘機に乗るリヒトホーフェンを連合国軍は「レッド・バロン」と恐れるようになった。そんな中でもリヒトホーフェンはケイトにアプローチをかけていくが、彼女の態度は冷たいまま。ケイトはリヒトホーフェンが無邪気に空を飛んで空戦を楽しむ姿を、幼稚だと切り捨てる。
連戦連勝のリヒトホーフェンだったが、戦闘を重ねるごとに大切な仲間を一人また一人と失っていく。また彼自身も戦闘で不時着し、そこでかつて自分と対決したロイ・ブラウン大尉と再会。互いに不時着した身である二人はまるで友人のように会話を交わし、各々の陣地に向かうため別れる。別れ際、ブラウンはリヒトホーフェンに戦争が終わったらケイトと交際するように勧める。入院中のブラウンを治療する間、ケイトはずっとリヒトホーフェンのことを話していたのだという。こうした経験を重ねて、リヒトホーフェンは徐々に内向的になり、彼を目指して軍に志願した弟ロタールからは反発されるようになってしまう。
そして1917年7月、敵の射撃を浴びたリヒトホーフェンは、頭部を負傷する重傷を負って不時着する。ケイトは手厚い看護でリヒトホーフェンを救い、初めて「レッド・バロン」の純粋な一面に触れる。それをきっかけにケイトはリヒトホーフェンからのディナーの招待を受け、ダンスの手ほどきをするなど、楽しい一時を過ごす。しかしケイトと親しくなれるきっかけとなった頭の傷をリヒトホーフェンが「最高」と評した事で、ケイトは彼を瀕死の重症患者が多数収容されている野戦病院に案内し、現実を突きつける。野戦病院では「ただの若者」たちが無邪気に英雄に憧れて戦争に赴いて、重傷を負い、死を待つばかりとなっていた。地獄の光景を目の当たりにしたリヒトホーフェンは自身が象徴となって犠牲を増やしていることに気づき、強烈なショックを受ける。さらにリヒトホーフェンの基地を連合軍が夜襲し、空爆。あまりの惨状に耐えかね、リヒトホーフェンは負傷をおして迎撃するが、無為に終わる。戦いはどんどん悲惨なものへと変わっていき、ついには親友ヴェルナー・フォスまでもが戦死するにあたって、リヒトホーフェンはもはやこの戦いに何の意味も無い事に気が付いてしまう。
ドイツ軍は「英雄」の名誉を守るためにリヒトホーフェンを地上職に就かせるが、リヒトホーフェンはドイツ皇帝に無益な戦争を止めるよう主張した事で不興を買い、また戦闘任務へと戻されてしまう。一度は戦いから離れたはずのリヒトホーフェンが未だに戦い続けていることを知ったケイトは彼を問い質すべく基地を訪れるが、そこで目の当たりにしたのは撃墜王「レッド・バロン」ではなく、弟たちとふざけてはしゃぐ、「ただの若者」リヒトホーフェンだった。リヒトホーフェンはケイトに、自分を不死身の英雄だと信じることが皆を死に追いやるのであれば、自分にできる事は彼らと共に戦って彼らと共に死ぬことだと語る。ケイトは結果的に自分の行いが「ただの若者」であったリヒトホーフェンを死地に追いやった事に気づいてショックを受けながらも、彼の無事を祈って、出撃するリヒトホーフェンを送り出す。
1918年4月、80機撃墜の翌日、リヒトホーフェンはフランスのソンム川コルビエ近くで英軍機を低空で追撃中に撃墜され、戦死。その遺体は連合軍によって埋葬された。リヒトホーフェンを撃墜したとされるブラウンによってリヒトホーフェンの墓まで案内されたケイトは、そこで彼に手向けられた一つの花輪を見つめる。花輪にはリヒトホーフェンががかつて敵に手向けたのと同じ、「友にして敵」の言葉が記されていた。
物語は登場した飛行士たちの来歴や戦後についてを語り、幕を下ろす。

## キャスト
※括弧内は日本語吹き替え
- マンフレート・フォン・リヒトホーフェン - マティアス・シュヴァイクホファー（中川慶一）
- ロタール・フォン・リヒトホーフェン - フォルカー・ブルッフ（伊勢文秀）
- ケイト・オテルスドルフ - レナ・ヘディ（小日向みわ）
- ヴェルナー・フォス - ティル・シュヴァイガー（樋口智透）
- ロイ・ブラウン - ジョセフ・ファインズ（茶花健太）
- カール＝ハインリヒ・ボーデンシャッツ - シュテフェン・シュローダー